# Arthur: The Quest for Excalibur
Arthur: The Quest for Excalibur ist ein des US-amerikanischen Spieleentwicklers Infocom aus dem Jahr 1989. Das Textadventure mit Grafiken und Rollenspielelementen war das letzte Spiel, dass Infocom vor der Liquidierung durch den Eigentümer Activision veröffentlichte. Autor ist Bob Bates.

## Handlung
Das Spiel lehnt sich an die Artus-Sage an. Der Spieler übernimmt die Rolle des jungen Arthur. König Uther ist seit mehreren Jahren tot, und ein potenzieller Nachfolger müsste sich würdig erweisen, indem er das legendäre „Schwert im Stein“ aus seinem Behältnis herauszieht. Besagter Stein samt Schwert wird eines Nachts von Lot von Orkney gestohlen, was von Arthur beobachtet wird. Lot präsentiert dem Volk am nächsten Tag eine Kopie des Schwertes und kündigt seine Krönung zum König Englands in drei Tagen an. Der Spieler erhält von Merlin den Auftrag, das echte Schwert binnen dieser drei Tage wiederzubeschaffen. Der Zauberer fungiert für den Spieler dabei sowohl als Ratgeber als auch als Aufgabensteller; außerdem verleiht er Arthur die Fähigkeit, sich temporär in einen Aal, Dachs, eine Eule, einen Salamander oder eine Schildkröte zu verwandeln, eine Fähigkeit, die im Verlauf des Spiels vonnöten ist. Im Verlauf des Spiels muss der Spieler wie in einem Rollenspiel die Fähigkeiten Ritterlichkeit, Erfahrung und Weisheit verbessern, um sich dadurch schlussendlich als würdig zu erweisen, selbst zum König von England gekrönt zu werden.

## Spielprinzip und Technik
Arthur ist ein Textadventure, das heißt, Umgebung und Geschehnisse werden als Bildschirmtext ausgegeben und die Visualisierung obliegt zum größten Teil der Fantasie des Spielers. Das obere Drittel des Bildschirms wird dabei von das Geschehen untermalenden Bildern eingenommen, alternativ wird dieses Drittel für eine Übersicht über das Inventar des Spielers oder für eine schematische Karte der Spielumgebung genutzt. Auf der schematischen Karte kann der Spieler mit der Maus Orte auswählen, zu denen er sich bewegen möchte, was die Navigation vereinfacht.
Arthur präsentiert dem Spieler ein zum Veröffentlichungszeitpunkt recht innovatives Hilfesystem. Wie schon bei vorherigen Infocom-Spielen kann der Spieler eine Hilfeseite aufrufen, auf der Fragen gelistet sind, die sich der Spieler im Spielverlauf stellen könnte, und pro Frage nach und nach immer weitergehendere Hilfestellungen aufrufen. In Arthur wurde dieses System dahingehend erweitert, dass die Fragen nicht von Beginn an zugänglich sind, sondern kontextsensitiv freigeschaltet werden.

## Produktionsnotizen

Packungsbeilagen („Feelies“)

Produzenten des Spiels waren Christopher Erhardt (Starflight, Pool of Radiance), Mike Kawahara (Starflight, Warhammer: Mark of Chaos - Battle March) und das Infocom-Urgestein Jon Palace. Programmierer Duane Beck wechselte nach der Liquidierung von Infocom zur von Bob Bates gegründeten Firma Legend Entertainment, ebenso wie Tanya Isaacson und James Sullivan aus dem Grafikteam von Arthur.
Als Beigabe („Feelie“) lag dem Spiel ein gedrucktes Heft bei, das die Stundengebete der katholischen Kirche erläutert und ein Gedicht enthält, das im Spiel als Kopierschutz referenziert wird.
Arthur war das letzte Spiele von Infocom. Nach einem Führungswechsel beim Eigentümer Activision wurden 1989 die noch verbliebenen Mitarbeiter von Infocom entlassen und der Betrieb eingestellt. Eine Version des Spiels für den Atari ST wurde angekündigt, erschien aber nie.

## Rezeption
Das Computer & Video Games-Magazin lobte Arthur als „eines der besten Textadventures aller Zeiten“ und kritisierte lediglich ein unfaires Labyrinth-Puzzle und einen kleineren Bug. Computer Gaming World kritisierte technische Unzulänglichkeiten der Apple-II-Version des Spiels, insbesondere die häufige Notwendigkeit des Diskettenwechsels und die Grafiken. Das SPAG-Magazin bezeichnete Arthur als „das ideale Grafik-Textadventure“, weil es Grafiken enthielte, die die Atmosphäre des Spiels unterstützten, aber nicht vom Text ablenkten. Das Zzap!-Magazin lobte Puzzles, Grafiken und Parser und attestierte, Arthur habe „alle Zutaten, um es zu einem Erste-Klasse-Adventure zu machen“. Advanced Computer Entertainment zog einen direkten Vergleich zum im Vorjahr erschienenen Adventure Lancelot des Konkurrenten Level 9, das ebenfalls die Artus-Sage behandelt. ACE hielt dabei fest, dass Lancelot sich näher an die literarischen Vorlagen halte, Arthur aber das trotz statischer NPCs bessere Spiel abgebe.
1989 gewann Arthur den Macworld Editors’ Choice Award in der Kategorie „Graphic Adventure of the Year“.